# Operatoralgebra
Operatoralgebren werden im mathematischen Teilgebiet der Funktionalanalysis studiert. Es handelt sich dabei um Verallgemeinerungen der Matrizenalgebren der linearen Algebra.

## Einführung
Sind {\displaystyle E,F,G} normierte Räume und {\displaystyle A:E\rightarrow F} und {\displaystyle B:F\rightarrow G} stetige, lineare Operatoren, so ist auch deren Komposition ein stetiger, linearer Operator {\displaystyle B\circ A:E\rightarrow G}, und für die Operatornormen gilt {\displaystyle \|B\circ A\|\leq \|B\|\cdot \|A\|}.
Daher wird der Raum {\displaystyle L(E)} der stetigen, linearen Operatoren von {\displaystyle E} in sich mit der Komposition als Multiplikation zu einer normierten Algebra, die bei vollständigem {\displaystyle E} sogar eine Banachalgebra ist.
Diese Algebren und ihre Unteralgebren nennt man Operatoralgebren, wobei der Fall, dass {\displaystyle E} ein Hilbertraum ist, besonders intensiv untersucht wird. Manche Autoren verstehen unter dem Begriff Operatoralgebra nur diesen Hilbertraumfall, das gilt insbesondere für ältere Literatur. So tragen die grundlegenden von 1936 bis 1943 erschienenen Arbeiten von Francis J. Murray und John von Neumann den Titel On rings of operators und behandeln Algebren, die man heute Von-Neumann-Algebren nennt.

## Banachalgebren als Operatoralgebren
Jede normierte Algebra {\displaystyle {\mathcal {A}}} kann als Operatoralgebra dargestellt werden. Die sogenannte linksreguläre Darstellung von {\displaystyle {\mathcal {A}}}, die jedem Element {\displaystyle A} den Operator {\displaystyle \ell _{A}\in L({\mathcal {A}})} zuordnet, wobei {\displaystyle \ell _{A}(B):=AB}, ist ein isometrischer Homomorphismus, falls {\displaystyle {\mathcal {A}}} ein Einselement besitzt. Ist kein Einselement vorhanden, so adjungiere man eines.
Welche Homomorphismen von einer Banachalgebra in eine Operatoralgebra existieren, wird in der Darstellungstheorie untersucht. Ein besonderes Interesse gilt dabei Darstellungen auf Hilberträumen, das heißt Homomorphismen in die Operatoralgebra über einem Hilbertraum, was zu den Begriffen Von-Neumann-Algebra und C*-Algebra führt.

## Bedeutung
Operatoralgebren über Banachräumen, speziell über Hilberträumen, erlauben die Einführung zusätzlicher Topologien wie etwa die starke oder schwache Operatortopologie, wobei gerade letzterer wegen der Kompaktheit der Einheitskugel eine besondere Bedeutung zukommt.
Ein weiteres Strukturelement von Operatoralgebren in {\displaystyle L(E)}, das in beliebigen Banachalgebren so nicht vorhanden ist, sind invariante Unterräume, das heißt Unterräume {\displaystyle U\subset E}, für die {\displaystyle A(U)\subset U} gilt für einzelne oder alle Operatoren {\displaystyle A} der Algebra. Speziell im Hilbertraumfall sind die Orthogonalprojektionen auf invariante Unterräume im Allgemeinen nicht in der Operatoralgebra enthalten, sondern in deren Kommutante.
Die für die Quantenmechanik wichtigen unbeschränkten Operatoren auf einem Hilbertraum bilden zwar keine Algebra, können aber mit Operatoralgebren in Zusammenhang gebracht werden. Ferner kann man wegen des zu Grunde liegenden Raumes von Eigenvektoren sprechen, die in der Quantenmechanik die Zustände repräsentieren.
Operatoralgebren können neben der Operatornorm weitere Normen tragen und bzgl. dieser vollständig sein.  Auf Hilberträumen kommt die Adjunktion von Operatoren als zusätzliches Strukturelement hinzu und kann eine Involution auf den betrachteten Algebren definieren. Hier sind besonders die Schatten-Klassen zu nennen, wobei der Spezialfall der Spurklasseoperatoren in Form gemischter Zustände in der mathematischen Formulierung der Quantenmechanik auftritt.